# Bela Vista do Piauí
Bela Vista do Piauí är en kommun i Brasilien.   Den ligger i delstaten Piauí, i den östra delen av landet, 1 100 km nordost om huvudstaden Brasília. Antalet invånare är 3 778.
Omgivningarna runt Bela Vista do Piauí är huvudsakligen savann. Runt Bela Vista do Piauí är det glesbefolkat, med 8 invånare per kvadratkilometer.